# 吐蕃臣民大反叛
吐蕃臣民大反叛（藏語：འབངས་ཀྱི་ཁེང་ལོག་རྣམས་རིམ་བར་བྱང），又称阴土牛年反上大叛变（ས་མོ་གླང་ལ་གྱེན་ལོག་བྱུང），指的是朗达玛死后吐蕃属民反抗统治的起义。这场起义最初于869年（藏历土牛年）在康区爆发，后来蔓延到吐蕃全境，并导致吐蕃的崩溃。

## 背景
松赞干布建立吐蕃帝国之后，确立身份制度告身制（ཡིག་ཚངས），为贵族和平民颁发说明其身份的“告身”挂牌。
842年，吐蕃赞普朗达玛被暗杀，其養子云丹受母親扶立，而遺腹子俄松後來自立正统，與云丹争夺王位，爆发了伍约之战（དབུ་གཡོར་འབྲུག་པ）。（因為雲丹控制的伍如稱為「中翼」，而俄松控制的约如稱為「左翼」，所以敦煌文獻中也稱此役為「中左之戰」。）内战發生於吐蕃腹地，这大大加剧了周边帝国对边疆的威胁，因此各地领主贵族得知内乱后，纷纷起兵，割据自立，吐蕃全境陷入大乱之中。并且当时自然灾害接连发生，属民的生活得不到保障，被迫走上造反的道路。:371,377-379

## 過程
根据《贤者喜宴》的记载，869年，韦·科协列登（དབའས་ཁོ་བཞེར་ལེགལ་སྟེང་།）在多康首先起兵造反。各地的属民都受到了鼓舞，纷纷树起反叛吐蕃朝廷的大旗。当时吐蕃中部地区的伍如（དབུ་རུ།）、没庐氏（འབྲོ།）与贝氏（སྤས།）的贵族势力正在交战，韦·罗波罗琼（དབའས་ལོ་ཕོ་ལོ་ཆུང།）乘机起义。
尚杰赛聂赞（ཞང་རྗེ་གམས་སྣེ་བཙན）杀害了约如（གཡོ་རུ）的官长尤聂（དཔོན་གཡུ་སྣེ）。约如地区开山修建水渠的奴隶无法迎奉王妃贝萨阿莫吉（འབེ་བཟའ་ལ་མོ་སྐིད་བཙུན་མོ），綝貢彌楚（མཆིམས་མི་དྲུག）便以“砍人头易于砍山腰”（རི་་མགུལ་ལས་མི་མགུལ་གཅོད་པ་སླ）为号召，以约定在夜间一起看开放的核桃花为契机，举火起义。工域哲纳（ཀོང་ཡུལ་བྲེས་སྣ）的属民在贝莫（འབེ་མོ）的领导下，也使用计谋起兵反叛。藏文史料以“一鸟凌空，众鸟飞从”（བར་སྣང་གི་བྱ་གཅིག་ལ་ཀུན་རུབ་པ་མཐོང་བ་ལ་དཔེ་བྱས）来形容当时属民起义的局势。起义军大肆屠杀吐蕃的贵族和王族，践踏吐蕃的法律。:379
877年（藏历火鸡年），也就是起义的第九年，许布达孜（ཤུད་བུ་སྟག་རྕེ།）等四名起义军首领商议，分据历代赞普陵墓，将其大肆挖掘。尼雅氏（གཉགས）挖掘了敦卡达陵（དོན་མཁར་མདའ་ཡི་བང་སོ），蔡邦祥（ཆེ་སྤོང་ཞང）挖掘了丁赤赞布的杰钦陵（རྒྱལ་ཆེན་བང་སོ），许布达孜挖掘了赤都松赞的僧格坚陵（སེང་གེ་ཅན་གྱི་བང་སོ），珍却沽（གྲེང་འཕྱོས་ཁུ）挖掘了朗达玛的珠杰陵（འཕྲུལ་རྒྱལ་བང་སོ）。

## 結果
吐蕃臣民大反叛颠覆了吐蕃政權，然而起义军大多都是自发且盲目的。未被屠杀的王族和贵族逃亡外地，各地的领主也纷纷建立割据政权。
云丹一脈成為了後來的拉薩王朝，而俄松逃亡至各地，形成了若干較小的王系。赞普陵墓被挖掘後，赞普權威一落千丈，沒有人獲得赞普的稱號。吐蕃四分五裂，名存實亡，进入了吐蕃分裂时期。

### 引用
1. 1 2  林冠群. . 聯經出版事業. 2011-08-19  [2018-12-18]. ISBN 9789570838596. （原始内容存档于2024-08-16）.
2. ↑  林冠群. . 西北民族大学学报(哲学社会科学版). 2010, (04): 35–45  [2018-12-08]. ISSN 1001-5140. （原始内容存档于2019-07-22）.